# Hubert Janssen
Hubert Janssen (* 17. Januar 1927 in Kevelaer; † 4. Mai 2025 ebenda) war ein deutscher römisch-katholischer Priester.

## Leben
Hubert Janssen hatte mehrere Geschwister, darunter der Theologe Friedrich Janssen.
Im August 1952 wurde er in Münster zum Priester geweiht. Von 1953 bis 1956 war er Jugendkaplan an St. Johannes Baptist in Homberg, anschließend Aushilfspriester in Rheinberg. Von 1963 an war er für 20 Jahre Religionslehrer und Studienrat an den Berufsschulen in Recklinghausen.
Als Jugendkaplan in Homberg gründete er 1953 das Kinderferienwerk Kinderferienwerk Ameland. Daraus ging 1989 die Arbeitsgemeinschaft Katholisches Ferienwerk Ameland hervor. Von 1958 bis 2013 war nebenher Auslandstouristenpfarrer und Seelsorger auf Passagier- und Kreuzfahrtschiffen.
Hubert Janssen lebte seit 1995 mit zwei Schwestern wieder in seiner Geburtsstadt Kevelaer.

## Auszeichnungen
Hubert Janssen erhielt das Bundesverdienstkreuz, die Caritas-Ehrennadel in Gold, die Dankplakette des Malteser-Hilfdienstes in Silber und Gold und die Verdienstmedaille des Malteserordens.

## Schriften
- mit Friedrich Janssen: Gott ist immer auf Sendung. 30 Anstöße zum Hinhören. Kevelaer 1981, ISBN 3-7666-9213-5.
- Gott, wie siehst Du aus? Frohbotschaft statt Drohbotschaft. Aachen 1998, ISBN 3-8265-3650-9.
- Hinterfragter Glaube. Aachen 2012, ISBN 978-3-8440-0982-8.
- Meine Zeitreise. Aachen 2013, ISBN 978-3-8440-1849-3.